# Betzdorf (Luxembourg)
Pour les articles homonymes, voir Betzdorf.
Betzdorf (en luxembourgeois : Betzder ) est une localité luxembourgeoise et une commune portant le même nom situées dans le canton de Grevenmacher.

## Géographie
En 2011, l'administration communale a fait aménager un cimetière forestier à Roodt-sur-Syre.

### Sections de la commune
- Berg (chef-lieu)
- Betzdorf
- Mensdorf
- Olingen
- Roodt-sur-Syre

### Voies de communication et transports
Betzdorf est desservie par le Régime général des transports routiers (RGTR). Elle opère un service « City-Bus » sur réservation, le « BetzBus ».

## Population et société

### Démographie
L'évolution du nombre d'habitants est connue à travers les recensements de la population effectués dans le pays depuis 1821. Les recensements décennaux de la population permettent de caler les chiffres sur la composition de la population par sexe, âge, nationalité et commune de résidence. Entre deux recensements, la population au 1er janvier de l’année {\displaystyle x} est évaluée en ajoutant à la population au 1er janvier de l’année {\displaystyle x-1} les soldes naturel (naissances {\displaystyle -} décès) et migratoire (arrivées {\displaystyle -} départs) de l'année. La même méthode est appliquée pour la répartition par âge au 1er janvier et les effectifs totaux par nationalité. Depuis le 1er septembre 2023, le Luxembourg dénombre 100 communes.
Au 1er janvier 2024, la commune comptait 4 109 habitants.
| 1821  | 1851  | 1871  | 1880  | 1890  | 1900  | 1910  | 1922  | 1930  |
| ----- | ----- | ----- | ----- | ----- | ----- | ----- | ----- | ----- |
| 1 153 | 1 568 | 1 497 | 1 595 | 1 345 | 1 352 | 1 372 | 1 346 | 1 382 |

| 1935  | 1947  | 1960  | 1970  | 1978  | 1979  | 1981  | 1983  | 1984  |
| ----- | ----- | ----- | ----- | ----- | ----- | ----- | ----- | ----- |
| 1 366 | 1 314 | 1 365 | 1 530 | 1 465 | 1 550 | 1 654 | 1 730 | 1 770 |

| 1985  | 1986  | 1987  | 1988  | 1989  | 1990  | 1991  | 1992  | 1993  |
| ----- | ----- | ----- | ----- | ----- | ----- | ----- | ----- | ----- |
| 1 780 | 1 800 | 1 860 | 1 876 | 1 929 | 1 972 | 1 987 | 1 998 | 2 030 |

| 1994  | 1995  | 1996  | 1997  | 1998  | 1999  | 2000  | 2001  | 2002  |
| ----- | ----- | ----- | ----- | ----- | ----- | ----- | ----- | ----- |
| 2 069 | 2 123 | 2 151 | 2 172 | 2 236 | 2 264 | 2 289 | 2 369 | 2 449 |

| 2003  | 2004  | 2005  | 2006  | 2007  | 2008  | 2009  | 2010  | 2011  |
| ----- | ----- | ----- | ----- | ----- | ----- | ----- | ----- | ----- |
| 2 576 | 2 573 | 2 583 | 2 595 | 2 777 | 2 877 | 3 135 | 3 196 | 3 236 |

| 2012  | 2013  | 2014  | 2015  | 2016  | 2017  | 2018  | 2019  | 2020  |
| ----- | ----- | ----- | ----- | ----- | ----- | ----- | ----- | ----- |
| 3 299 | 3 467 | 3 542 | 3 578 | 3 637 | 3 810 | 3 888 | 4 002 | 4 093 |

| 2021  | 2022  | 2023  | 2024  | - | - | - | - | - |
| ----- | ----- | ----- | ----- | - | - | - | - | - |
| 4 149 | 4 107 | 4 105 | 4 109 | - | - | - | - | - |

Pour des raisons techniques, il est temporairement impossible d'afficher le graphique qui aurait dû être présenté ici.

## Culture locale et patrimoine

### Lieux et monuments

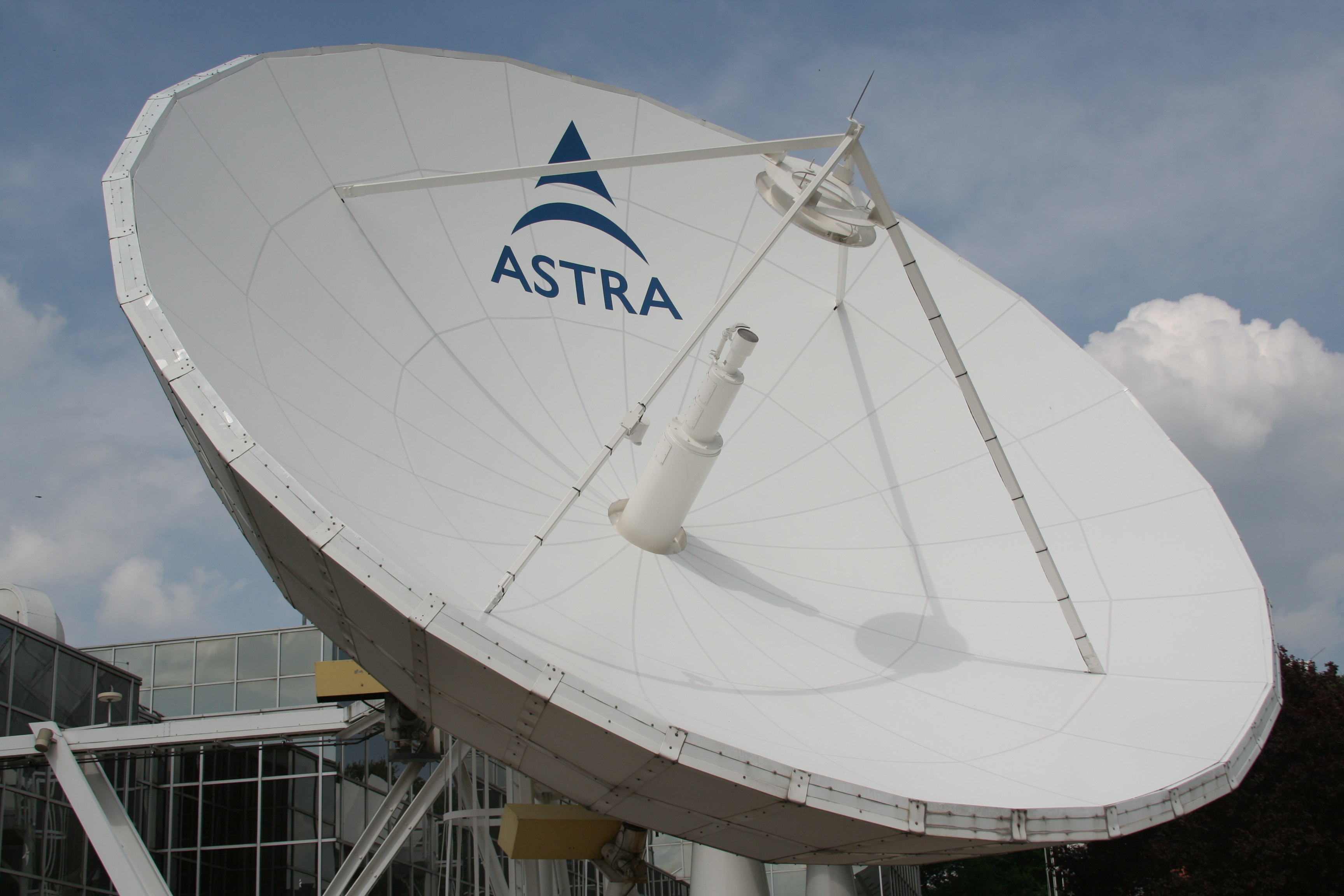
Une antenne parabolique de SES à Betzdorf.

Betzdorf accueille le siège de l'opérateur de satellites SES ainsi que de LuxGovSat, joint venture entre SES et l'État luxembourgeois.